# Men (film, 1997)
Pour les articles homonymes, voir Men.
Men est un film américain de 1997 réalisé par Zoe Clarke-Williams, avec une musique de Mark Mothersbaugh.

## Distribution
- John Heard : George Babbington,
- Annie McEnroe : Annie,
- Shawnee Smith : Clara,
- Sean Young : Stella James,